# Margaretha Meyerson
Elsa Margaretha Meyerson, född 20 december 1930 i Limhamn, död 24 mars 2015 i Höllviken, var en svensk operasångerska och skådespelare.

## Biografi
Margaretha Meyerson var dotter till disponenten E A Wahl och Emmy Rosquist. Efter studentexamen i Lund 1950 och musikpedagogisk examen i sång 1956 blev hon solist vid Malmö stadsteater samma år. Hon var under hela sin karriär verksam vid scenen på Fersens väg, gamla Malmö Stadsteater, i Malmö, men gjorde också ett fåtal uppträdanden på Stockholmsoperan. På 1960-talet gjorde hon succé i roller som Elvira i ”Italienskan från Alger”, Nedda i ”Pajazzo”, Antonia i ”Hoffmans äventyr”, grevinnan i ”Figaros bröllop” och Violetta i ”La Traviata”. Bland de 70-talet roller hon gestaltade kan också nämnas som Venus i ”Tannhäuser” (1981) och som abbedissan i ”The Sound of Music” (1991).
Hon gifte sig 1950 med Hjalmar Meyerson (1924–2013) och fick barnen Thord (född 1950) och Louise (född 1954).

## Filmografi
- 1963 – Sten Stensson kommer tillbaka
- 1963 – Den sköna Galatea (TV)
- 1963 – Bröllopsresan (TV)

## Teater

### Roller (ej komplett)
| År   | Roll       | Produktion                                                                          | Regi             | Teater            |
| ---- | ---------- | ----------------------------------------------------------------------------------- | ---------------- | ----------------- |
| 1978 |            | Harvey Mary Chase                                                                   | Anders Bäckström | Malmö stadsteater |
| 1990 | Abbedissan | Sound of Music Richard Rodgers, Oscar Hammerstein, Howard Lindsay och Russel Crouse | Danya Krupska    | Malmö Stadsteater |